# Ducado da Pomerânia
O Ducado da Pomerânia (em alemão:  Herzogtum Pommern em polonês/polaco:  Księstwo Pomorskie, século XII – 1637) foi um ducado na Pomerânia, na costa meridional do mar Báltico, regido pelos duques da Casa da Pomerânia (ou Casa de Grifo).
O ducado teve origem no reinado de Vartislau I, um duque pomerânio, e estendeu-se pelas terras de Schlawe e Slupsk em 1317, Principado da Rugia em 1325, e por Lauemburgo e Bütow em 1455. Durante a Alta Idade Média, incluía ainda o norte das áreas de Nova Marca e Uckermark, além da Circipânia e do Ducado de Mecklemburgo-Strelitz.
Os Duques da Pomerânia eram vassalos da Polônia, entre 1122 e 1138, do Ducado da Saxônia, de 1164 a 1181, da Dinamarca, de 1185 a 1227, e do Sacro Império Romano-Germânico, de 1181 a 1185, e de 1227 a 1806, incluindo períodos de vassalagem aos Marqueses de Brandemburgo. A maior parte do tempo, o ducado foi governado por vários duques da Casa de Grifo em simultâneo, resultando em várias partilhas internas. Após a morte de Bogislau XIV da Pomerânia, na Guerra dos Trinta Anos, o último duque de Grifo, em 1637, o Marquês de Brandemburgo herdou o Ducado da Pomerânia. O ducado foi dividido entre Brandemburgo-Prússia (Província da Pomerânia) e a Suécia (Pomerânia Sueca).